# Jos (Nigeria)
Jos is de hoofdstad van de staat Plateau in het midden van Nigeria, het ligt midden op het Josplateau.
De stad werd in 1915 gesticht. Tijdens de Engelse koloniale periode werd Jos een belangrijke centrum voor de winning van tin. Dit trok allerlei mensen naar het gebied en op dit moment bestaat bijna de helft van de bevolking uit een minderheid: Hausa, Igbo, Yoruba en Europeanen.
Volgens een schatting in 2007 heeft de stad en omstreken 860.895 inwoners. Dit maakt het tot de 11e stad van Nigeria.
Jos heeft een universiteit, de University of Jos.

## Conflicten
De stad is regelmatig in het wereldwijde nieuws door hevige conflicten tussen christenen en moslims. In Nigeria woedt een shariaconflict: terreurbeweging Boko Haram heeft in Jos regelmatig aanslagen gepleegd. 
- Rellen in Jos 2001: Dit waren religieuze rellen van 7 tot 17 september 2001. Meer dan 1000 mensen werden gedood
- Eind november 2008 waren er rellen tussen christenen en moslims, waarbij honderden mensen omkwamen.
- In maart 2010 werden er honderden mensen gedood.
- Bij aanslagen op 25 december 2010 op kerken kwamen in Jos meer dan 30 mensen om het leven.
- Op 25 december 2011 was er een bomaanslag bij een kerk.[1]
- Op 20 mei 2014 werd er een bomaanslag gepleegd, twee bommen ontploften een half uur na elkaar. Er waren meer dan 100 slachtoffers. Net zoals in 2011 was het een daad van de Boko Haram.[2]

## Geboren in Jos
- Donald Armour (1955), Schots golfer
- James Obiorah (1976), voetballer
- Justice Christopher (1981-2022), voetballer
- Joseph Akpala (1986), voetballer
- John Obi Mikel (1987), voetballer
- Victor Obinna (1987), voetballer
- Dayo Okeniyi (1988), acteur
- Ahmed Musa (1992), voetballer
- Ogenyi Onazi (1992), voetballer
- Michael Olaitan (1993), voetballer
- Moses Simon (1995), voetballer
- Aliko Bala (1997), voetballer